# Albert Simono
Albert Simono, également connu sous le nom d'Alberto Simono, né le 26 août 1930 à Chambéry et mort  le 19 mars 2017 au Boulou (Pyrénées-Orientales),, est un acteur français.

## Biographie
Issu d'une famille modeste des Flandres, Albert Simono part pour Anvers en 1946, où il prend des cours de chant au conservatoire. Il s'installe ensuite à Paris, où il rencontre son épouse Mona, et apprend le français en deux ans, avant de s'inscrire au cours Simon en 1959 et de recevoir le prix François en 1960. De 1960 à 2003, il tourne dans une quarantaine de films et dans de nombreux téléfilms. Il poursuit parallèlement son activité théâtrale, et est notamment remarqué avec Jacques Villeret dans la pièce C'est encore mieux l'après-midi, de Ray Cooney et mise en scène par Pierre Mondy.
Fréquentant les Pyrénées-Orientales depuis 1975, il s'installe à Céret avec son épouse en 1999. Il meurt en 2017.

## Filmographie

### Cinéma
- 1960 : Le Président d'Henri Verneuil : un photographe
- 1961 : Paris Blues de Martin Ritt : un invité à la soirée
- 1962 : Le Roi des montagnes de Willy Rozier
- 1965 : Les Centurions de Mark Robson : Sapinsky
- 1966 : Triple Cross de Terence Young : le reporter de la B.B.C
- 1966 : Comment voler un million de dollars (How to Steal a Million) de William Wyler
- 1967 : L'Écume des jours de Charles Belmont
- 1967 : La Louve solitaire d'Édouard Logereau : M. Evrard
- 1968 : Baisers volés de François Truffaut : M. Albani, le client
- 1968 : La Femme écarlate de Jean Valère
- 1969 : Paris interdit de Jean-Louis van Belle
- 1969 : Qu'est-ce qui fait courir les crocodiles ? de Jacques Poitrenaud : Eugène
- 1970 : Le Sadique aux dents rouges de Jean-Louis van Belle : le docteur
- 1970 : Perverse et Docile de Jean-Louis van Belle : le docteur John Greenfield
- 1970 : Le Distrait de Pierre Richard
- 1970 : Boulevard du rhum de Robert Enrico : M. Evans
- 1971 : Une femme (Pervertissima) de Jean-Louis Van Belle : le docteur Villard
- 1971 : La Vieille Fille de Jean-Pierre Blanc : Daniel
- 1972 : Les Fossés de Vincennes, téléfilm de Pierre Cardinal
- 1972 : Galaxie de Maté Rabinovsky : Heinrich Jürke
- 1973 : Projection privée de François Leterrier : le voyageur pressé
- 1974 : Paul et Michèle (Paul and Michelle) de Lewis Gilbert : le docteur Duval
- 1974 : Vous ne l'emporterez pas au paradis de François Dupont-Midi : Georges
- 1975 : L'Incorrigible de Philippe de Broca : M. Pontalec
- 1976 : Dracula père et fils d'Édouard Molinaro : le vendeur de cercueils
- 1976 : Le Dernier Baiser de Dolorès Grassian : l'homme du radio-taxi
- 1976 : Un type comme moi ne devrait jamais mourir de Michel Vianey
- 1976 : Coup de foudre de Robert Enrico (film inachevé)
- 1977 : La nuit, tous les chats sont gris de Gérard Zingg : Gaston
- 1979 : Grandison d'Achim Kurz : le professeur
- 1981 : La Gueule du loup de Michel Léviant : M. Berthelet
- 1983 : La Diagonale du fou de Richard Dembo : Dalcroze
- 1984 : Les Ripoux de Claude Zidi : l'inspecteur Leblanc
- 1984 : Corsican Brothers de Tommy Chong : le serveur
- 1985 : Dangereusement vôtre (A View to a Kill) de John Glen
- 1987 : Bernadette de Jean Delannoy : Maître Dufo, avocat
- 1988 : À gauche en sortant de l'ascenseur d'Édouard Molinaro : l'automobiliste
- 1990 : Faux et usage de faux de Laurent Heynemann : le directeur de l'hôtel
- 2003 : Confidences trop intimes de Patrice Leconte : M. Michel

### Télévision
- 1961 : Le Temps des copains de Robert Guez et Jean Canolle : Simon Durand
- 1967 : Salle n° 8 de Robert Guez et Jean Dewever : un patient pianiste d’opérette (ép. 11)
- 1968 : Tarif de nuit (Les Cinq Dernières Minutes, épisode no 46, TV) de Guy Séligmann
- 1968 : Les Demoiselles de Suresnes, série de Pierre Goutas
- 1969 : Fortune d'Henri Colpi : Ted Savitt
- 1970 : La Brigade des maléfices de Claude Guillemot
- 1971 : Tang d'André Michel (feuilleton télévisé) : Professeur Jean Valdès (ép. 11)
- 1971 : Les Nouvelles Aventures de Vidocq, épisode Les Banquiers du crime de Marcel Bluwal
- 1971 : Les Enquêtes du commissaire Maigret de Marcel Cravenne, épisode : Maigret aux assises : inspecteur Lapointe
- 1972 : Meurtre par la bande (téléfilm) épisode de la série télévisée Les Cinq Dernières Minutes de Claude Loursais
- 1972 : Les Dossiers de Maître Robineau, épisode Main basse sur la campagne de Jean-Claude de Nesles
- 1973 : Molière pour rire et pour pleurer de Marcel Camus, (Feuilleton TV)
- 1973 : Un certain Richard Dorian, d'Abder Isker
- 1977: Chapeau Melon et Bottes de Cuir, série de Brian Clemens (épisode Le Long Sommeil)
- 1979 : Messieurs les jurés : L'Affaire Moret d'André Michel
- 1980 : Julien Fontanes, magistrat, épisode La Dernière Haie de François Dupont-Midi

## Théâtre
- 1987 : C'est encore mieux l'après-midi de Ray Cooney, mise en scène de Pierre Mondy, théâtre des Variétés.